# Environnement en Albanie

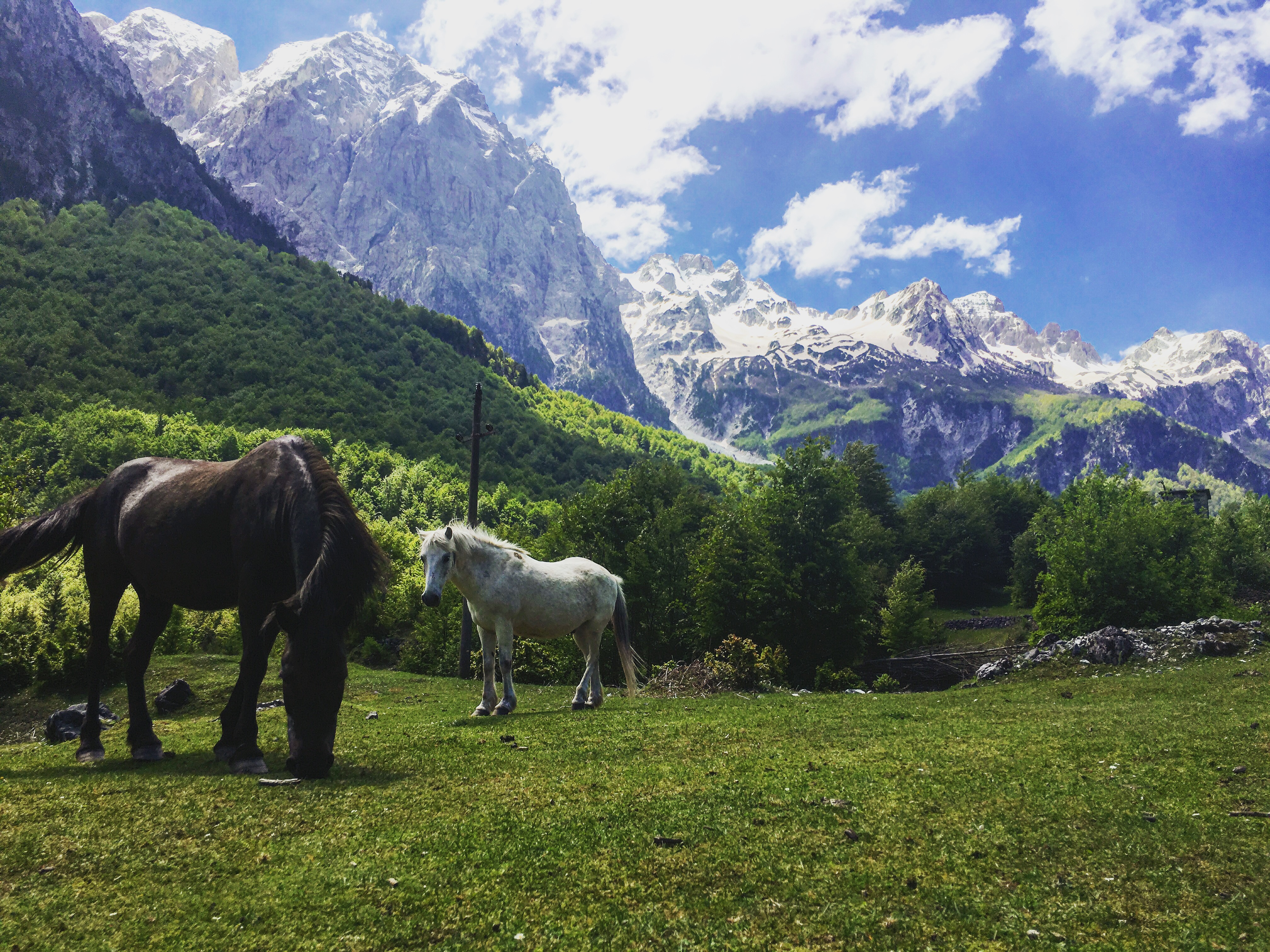
Photo d'un site naturel en Albanie

L'environnement en Albanie est l'environnement (ensemble des éléments - biotiques ou abiotiques - qui entourent un individu ou une espèce et dont certains contribuent directement à subvenir à ses besoins) du pays Albanie, pays d'Europe.

## La biodiversité de l'Albanie
Le climat est de type ...
Le sol est occupé à x % par la forêt.
- Biodiversité en Albanie (en)